# Riccia commutata
Riccia commutata là một loài rêu trong họ Ricciaceae. Loài này được J.B. Jack mô tả khoa học đầu tiên năm 1894.
Danh pháp khoa học của loài này chưa được làm sáng tỏ. 